# Discografia dei Survivor

## Album in studio
| Anno | Titolo             | Classifiche | Classifiche | Classifiche | Classifiche | Classifiche | Classifiche | Classifiche | Certificazioni               |
| Anno | Titolo             | US          | AUT         | GER         | NOR         | SWE         | SWI         | UK          | Certificazioni               |
| ---- | ------------------ | ----------- | ----------- | ----------- | ----------- | ----------- | ----------- | ----------- | ---------------------------- |
| 1979 | Survivor           | 169         | –           | –           | –           | –           | –           | –           |                              |
| 1981 | Premonition        | 82          | –           | –           | –           | –           | –           | –           |                              |
| 1982 | Eye of the Tiger   | 2           | 6           | 31          | 3           | 13          | –           | 12          | - US: Platino - CAN: Platino |
| 1983 | Caught in the Game | 82          | –           | 63          | –           | –           | –           | –           |                              |
| 1984 | Vital Signs        | 16          | –           | –           | –           | 48          | 27          | –           | - US: Platino - CAN: Oro     |
| 1986 | When Seconds Count | 49          | –           | –           | –           | 30          | –           | –           |                              |
| 1988 | Too Hot to Sleep   | 187         | –           | 55          | –           | 48          | 23          | –           |                              |
| 2006 | Reach              | –           | –           | –           | –           | –           | –           | –           |                              |

## Raccolte
- Greatest Hits     (1990)
- Greatest Hits 2   (1993)
- Survivor Greatest Hits   (1993)
- Prime Cuts     (1998)

## Singoli
| Anno | Canzone                       | US Hot 100 | US MSR | US A.C. | UK Singles | Album                                          |
| ---- | ----------------------------- | ---------- | ------ | ------- | ---------- | ---------------------------------------------- |
| 1980 | "Somewhere In America"        | 70         | -      | -       | -          | Survivor                                       |
| 1980 | "Rebel Girl"                  | 103        | -      | -       | -          | Non-album single                               |
| 1981 | "Poor Man's Son"              | 33         | -      | -       | -          | Premonition                                    |
| 1982 | "Summer Nights"               | 62         | -      | -       | -          | Premonition                                    |
| 1982 | "Eye of the Tiger"            | 1          | 1      | 27      | 1          | Eye of the Tiger/Rocky III Rocky IV soundtrack |
| 1982 | "Ever Since the World Began"  | -          | -      | -       | -          | Eye of the Tiger                               |
| 1982 | "American Heartbeat"          | 17         | -      | -       | -          | Eye of the Tiger                               |
| 1982 | "The One That Really Matters" | 74         | -      | -       | -          | Eye of the Tiger                               |
| 1983 | "Caught in the Game"          | 77         | 16     | -       | -          | Caught in the Game                             |
| 1984 | "I Never Stopped Loving You"  | 104        | -      | -       | -          | Caught in the Game                             |
| 1984 | "The Moment of Truth"         | 64         | -      | -       | -          | Per vincere domani - The Karate Kid soundtrack |
| 1984 | "I Can't Hold Back"           | 13         | 1      | -       | 80         | Vital Signs                                    |
| 1985 | "High on You"                 | 8          | 8      | -       | -          | Vital Signs                                    |
| 1985 | "The Search Is Over"          | 4          | -      | 1       | -          | Vital Signs                                    |
| 1985 | "First Night"                 | 53         | -      | -       | -          | Vital Signs                                    |
| 1985 | "Burning Heart"               | 2          | 11     | -       | 5          | Rocky IV soundtrack                            |
| 1986 | "Is This Love"                | 9          | 27     | 25      | -          | When Seconds Count                             |
| 1987 | "How Much Love"               | 51         | -      | -       | -          | When Seconds Count                             |
| 1987 | "Man Against the World"       | 86         | -      | -       | -          | When Seconds Count                             |
| 1988 | "Didn't Know it Was Love"     | 61         | 40     | -       | -          | Too Hot to Sleep                               |
| 1989 | "Across the Miles"            | 74         | -      | 16      | -          | Too Hot To Sleep                               |